# Nederlandse kampioenschappen schaatsen afstanden 1994 - 5000 meter vrouwen
De 5000 meter vrouwen op de Nederlandse kampioenschappen schaatsen afstanden 1994 werd gehouden op de ijsbaan Thialf in Heerenveen, in december 1993. Titelverdedigster was Carla Zijlstra, die de titel pakte tijdens de Nederlandse kampioenschappen schaatsen afstanden 1993. Zij prolongeerde haar titel.

## Statistieken

### Uitslag
| #      | Schaatser            | Tijd    |
| ------ | -------------------- | ------- |
| Goud   | Carla Zijlstra       | 7.34,53 |
| Zilver | Tonny de Jong        | 7.44,93 |
| Brons  | Barbara de Loor      | 7.46,39 |
| 4      | Annamarie Thomas     | 7.48,73 |
| 5      | Sandra 't Hart       | 7.48,92 |
| 6      | Hanneke de Vries     | 7.52,56 |
| 7      | Lia van Schie        | 7.53,76 |
| 8      | Gretha Smit          | 7.53,98 |
| 9      | Colette Zee          | 7.58,13 |
| 10     | Ingrid van der Voort | 8.06.87 |

## Uitslag
- Uitslagen NK Afstanden 1994 op SchaatsStatistieken.nl

1987 · 
1988 · 
1989 · 
1990 · 
1991 · 
1992 · 
1993 · 
1994 · 
1995 · 
1996 · 
1997 · 
1998 · 
1999 · 
2000 · 
2001 · 
2002 · 
2003 · 
2004 · 
2005 · 
2006 · 
2007 · 
2008 · 
2009 · 
2010 · 
2011 · 
2012 · 
2013 · 
2014 · 
2015 · 
2016 · 
2017 · 
2018 · 
2019 · 
2020 · 
2021 · 
2022 · 
2023 · 
2024 · 
2025